# نوسي بي
نوسي بي (يُنطق بالملغاشية: [nusʲ be]; سابقاً نوسّي-بي ونوسي بي, قالب:حرفي) هي جزيرة تقع قبالة الساحل الشمالي الغربي لمدغشقر. نوسي بي هي أكبر وأهم وجهة سياحية في مدغشقر. تبلغ مساحتها 320.02 كـم2 (123.56 ميل2)، وعدد سكانها 109,465 وفقاً للنتائج الأولية لعام 2018 تعداد السكان.
نوسي بي تعني "الجزيرة الكبيرة" باللغة الملغاشية. كانت الجزيرة تُسمى أسادا من قبل الفرنسيين في أوائل القرن السابع عشر. سميت نوسي بي بعدة أسماء عبر القرون، بما في ذلك "نوسي مانتيرا" (الجزيرة العطرية).

## التاريخ
كان أول سكان بشرية في نوسي بي من مجموعات صغيرة من أنطاكارانا وزافينوفوتسو قبل أن يهاجر إليها شعب الساكالافا ويصبحوا أكبر مجموعة على الجزيرة. انضم إليهم لاحقاً بعض القمرويين والهنود والأنطندروي. ظهرت نوسي بي لأول مرة بشكل كبير في تاريخ مدغشقر عندما أعلن راداما الأول نيته غزو غرب مدغشقر بأكمله. تحقق هذا المخطط أخيراً في عام 1837 عندما دخل مملكة الساكالافا بوينا تحت سيطرة رانافالونا الأولى بعد هزيمة جيش الملكة تسيوميكو من بوينا.
استعمر الفرنسيون الجزيرة منذ عام 1840، و foundation مستعمرة باسم هيل-فيل (من الأدميرال الفرنسي آن كريستيان لويس دي هيل). أدى إلغاء العبودية في المستعمرات الفرنسية عام 1848 إلى انتفاضة ضد الفرنسيين من قبل الساكالافا الذين كانوا متورطين بشكل كبير في تجارة العبيد. في أواخر القرن التاسع عشر وأوائل القرن العشرين، حكمت فرنسا الجزيرة كحماية داخلية ضمن مستعمرة مدغشقر. أصبحت المستعمرة ميناءً تجارياً مهماً في قناة موزمبيق.
خلال القرن التاسع عشر، طور المستعمرون الفرنسيون زراعة المحاصيل النقدية (خاصة قصب السكر) واستجلبوا عمالة مؤقتة من شرق إفريقيا. على الرغم من صعوبة السيطرة على الساحل، أسس الفرنسيون مستعمرة زراعية في نوسي بي، تنتج أساساً السكر والمحاصيل النقدية. استخدم الفرنسيون القوة العسكرية والدبلوماسية للحفاظ على موقعهم في الجزيرة، وعيّنوا حاكم نوسي بي السابق بيناو كـحاكم رئيسي للجزيرة.
خلال حرب روسيا واليابان أصبحت نوسي بي محطة إمداد لأسطول روسيا الثاني في المحيط الهادئ. وصل الأسطول الرئيسي بقيادة الأدميرال زينوفي روزفيستينسكي إلى نوسي بي في 9 يناير 1905، حيث التقى بفصيل أصغر بقيادة الأدميرال دميتري فون فولكرسام الذي وصل مسبقاً في 28 ديسمبر 1904. بقي الأسطول شهرين لتجديد المعدات وتعبئة الفحم، وغادر في 17 مارس ليواجه مصيره بعد عشرة أسابيع في معركة تسushima.
في عام 2013، قُتل سائحان فرنسيان وشخص محلي بعنف (ضربوا ثم حرقوا من قبل حشد) بعد انتشار شائعات بأنهم مسؤولون عن وفاة صبي محلي. حكمت محكمة مدغشقر على أربعة رجال بالسجن المؤبد كحد أقصى عن جريمة القتل الجماعي.

## الجغرافيا
أنثى ليمور أسود وصغيرها في محمية لوكوب، نوسي بي، نوفمبر 2001]]
تقع نوسي بي على بعد حوالي 8 كم من ساحل مدغشقر في قناة موزمبيق؛ توجد عدة جزر أصغر بالقرب منها، بما في ذلك نوسي كومبا، نوسي ميتسيو، نوسي ساكاتيا، ونوسي تانيكيلي. المدينة الرئيسية في الجزيرة هي أندواني، والمعروفة بشكل شائع باسم هيل-فيل.
الجزيرة بركانية لها مساحة تبلغ حوالي 312 كـم2 (120 ميل2) – 30 كم طولاً، 19 كم عرضاً – وأعلى قمتها هي جبل لوكوب بارتفاع 450 م (1,480 قدم)؛ البركان من العصر الهولوسيني لكنه لم ينفجر في التاريخ المدون. توجد أحد عشر بحيرة بركانية في الجزيرة.

### المناخ
لدى نوسي بي مناخ منخفض استوائي. يكون الأكثر رطوبة في الصيف (ديسمبر، يناير، فبراير). يوفر جبل تساراتانانا جزئياً الحماية للجزيرة من الرياح الشمالية الشرقية القوية التي تؤثر على المنطقة في أغسطس أو خلال الاكتظاظ الاستوائي. تستمر موسم الأمطار من أكتوبر حتى بداية مايو، تليها فترة جافة قصيرة نسبياً تستمر حتى سبتمبر. ومع ذلك، ما زالت تشهد كميات معتدلة من الأمطار حتى في هذا الوقت كما هو متعارف عليه في مناخها. تبقى درجات الحرارة النهارية مستقرة نسبياً طوال العام، تدور حول 30 °C (86 °F)، بينما تكون الليالي أكثر برودة قليلاً خلال الموسم الجاف.
| البيانات المناخية لـنوسي بي (1991–2020) | البيانات المناخية لـنوسي بي (1991–2020) | البيانات المناخية لـنوسي بي (1991–2020) | البيانات المناخية لـنوسي بي (1991–2020) | البيانات المناخية لـنوسي بي (1991–2020) | البيانات المناخية لـنوسي بي (1991–2020) | البيانات المناخية لـنوسي بي (1991–2020) | البيانات المناخية لـنوسي بي (1991–2020) | البيانات المناخية لـنوسي بي (1991–2020) | البيانات المناخية لـنوسي بي (1991–2020) | البيانات المناخية لـنوسي بي (1991–2020) | البيانات المناخية لـنوسي بي (1991–2020) | البيانات المناخية لـنوسي بي (1991–2020) | البيانات المناخية لـنوسي بي (1991–2020) |
| الشهر                                   | يناير                                   | فبراير                                  | مارس                                    | أبريل                                   | مايو                                    | يونيو                                   | يوليو                                   | أغسطس                                   | سبتمبر                                  | أكتوبر                                  | نوفمبر                                  | ديسمبر                                  | المعدل السنوي                           |
| --------------------------------------- | --------------------------------------- | --------------------------------------- | --------------------------------------- | --------------------------------------- | --------------------------------------- | --------------------------------------- | --------------------------------------- | --------------------------------------- | --------------------------------------- | --------------------------------------- | --------------------------------------- | --------------------------------------- | --------------------------------------- |
| الدرجة القصوى °م (°ف)                   | 35.0 (95.0)                             | 35.0 (95.0)                             | 36.8 (98.2)                             | 35.4 (95.7)                             | 36.0 (96.8)                             | 34.2 (93.6)                             | 34.5 (94.1)                             | 35.4 (95.7)                             | 34.4 (93.9)                             | 36.3 (97.3)                             | 37.0 (98.6)                             | 36.0 (96.8)                             | 37.0 (98.6)                             |
| متوسط درجة الحرارة الكبرى °م (°ف)       | 31.5 (88.7)                             | 31.5 (88.7)                             | 31.9 (89.4)                             | 32.2 (90.0)                             | 31.4 (88.5)                             | 30.2 (86.4)                             | 29.7 (85.5)                             | 30.0 (86.0)                             | 30.6 (87.1)                             | 31.8 (89.2)                             | 31.9 (89.4)                             | 31.6 (88.9)                             | 31.2 (88.2)                             |
| المتوسط اليومي °م (°ف)                  | 27.7 (81.9)                             | 27.7 (81.9)                             | 28.0 (82.4)                             | 28.0 (82.4)                             | 26.8 (80.2)                             | 25.4 (77.7)                             | 24.6 (76.3)                             | 24.8 (76.6)                             | 25.6 (78.1)                             | 27.1 (80.8)                             | 27.7 (81.9)                             | 27.8 (82.0)                             | 26.8 (80.2)                             |
| متوسط درجة الحرارة الصغرى °م (°ف)       | 23.9 (75.0)                             | 24.0 (75.2)                             | 24.1 (75.4)                             | 23.7 (74.7)                             | 22.3 (72.1)                             | 20.6 (69.1)                             | 19.5 (67.1)                             | 19.5 (67.1)                             | 20.5 (68.9)                             | 22.3 (72.1)                             | 23.4 (74.1)                             | 23.9 (75.0)                             | 22.3 (72.1)                             |
| أدنى درجة حرارة °م (°ف)                 | 20.2 (68.4)                             | 20.4 (68.7)                             | 21.4 (70.5)                             | 19.0 (66.2)                             | 15.0 (59.0)                             | 13.0 (55.4)                             | 12.7 (54.9)                             | 13.7 (56.7)                             | 13.0 (55.4)                             | 16.0 (60.8)                             | 17.6 (63.7)                             | 20.2 (68.4)                             | 12.7 (54.9)                             |
| الهطول مم (إنش)                         | 392.9 (15.47)                           | 334.3 (13.16)                           | 280.9 (11.06)                           | 106.2 (4.18)                            | 34.8 (1.37)                             | 29.3 (1.15)                             | 21.2 (0.83)                             | 26.7 (1.05)                             | 35.0 (1.38)                             | 29.8 (1.17)                             | 135.0 (5.31)                            | 302.1 (11.89)                           | 1٬728٫2 (68.04)                         |
| متوسط أيام هطول الأمطار (≥ 1 mm)        | 19.5                                    | 17.3                                    | 16.5                                    | 9.3                                     | 4.7                                     | 4.5                                     | 3.4                                     | 3.6                                     | 4.2                                     | 4.0                                     | 9.8                                     | 15.8                                    | 112.6                                   |
| ساعات سطوع الشمس الشهرية                | 187.0                                   | 171.2                                   | 224.0                                   | 245.0                                   | 271.3                                   | 248.9                                   | 263.7                                   | 284.9                                   | 277.6                                   | 281.1                                   | 249.1                                   | 219.7                                   | 2٬923٫5                                 |
| المصدر: NOAA (sun, 1961–1990)           |                                         |                                         |                                         |                                         |                                         |                                         |                                         |                                         |                                         |                                         |                                         |                                         |                                         |

## النباتات والحيوانات
تُعرف الجزيرة بأنها موطن لأحدى أصغر الضفدع في العالم (Stumpffia pygmaea) والحيوانات البرمائية (Brookesia minima). محمية لوكوب هي واحدة من خمسة محميات طبيعية صارمة (Réserves Naturelles Intégrales) في مدغشقر. نوسي بي هي أيضاً موطن لمجموعة ملونة من الحيوانات البرمائية (Furcifer pardalis).
الحيوانات الليلية تشمل الليمور (الفأري والقزم)، الحيوانات البرمائية (مثلاً، ذات الأنف القصير، وذات الذيل المقطوع)، السحالي الورقية، الضفدع، والطيور.

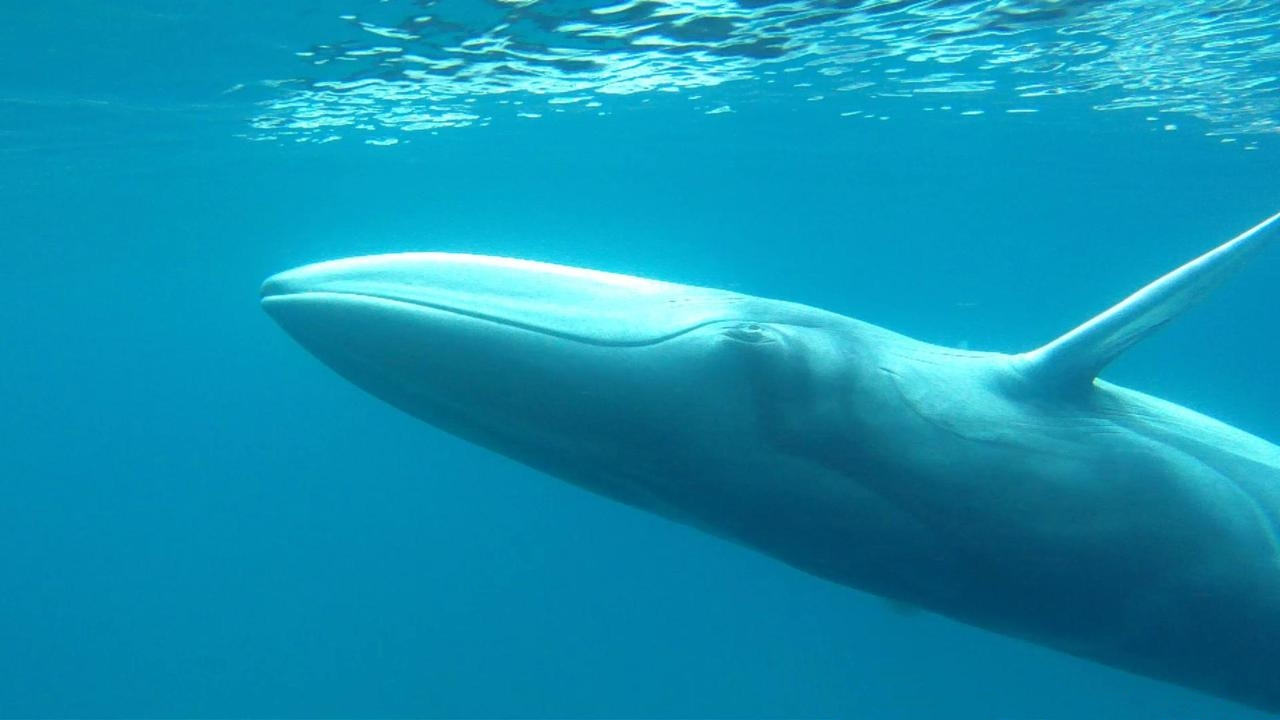
حوت أومورا قبالة نوسي بي

أظهرت الدراسات الحديثة أن المياه المجاورة في الممر بين نوسي بي ومدغشقر توفر موطناً لعدد ملحوظ من حوت أومورا، مما سمح للباحثين بإجراء دراسات ميدانية تستهدف هذا النوع النادر لأول مرة.
تتأثر الشعاب المرجانية قرب نوسي بي بالتحضر، تصريف صناعة السكر، والسياحة غير المنظمة.

## الإدارة
تشكل الجزيرة إدارة داخل منطقة ديانا وتنظيمها كمدينة نوسي بي (Commune Urbaine de Nosy Be). عمدة المدينة هو السيد فيتا زارجا.

## الاقتصاد
في الماضي كانت موقعاً رئيسياً لزراعة قصب السكر وإنتاج منتجاتها المشتقة (السكر، الروم)، أصبحت الآن أنشطة الجزيرة الرئيسية زراعة زيت اليلانغ-يلانغ (لإنتاج الزيوت الأساسية) والسياحة. نوسي بي هي الوجهة السياحية الأكثر تطوراً في مدغشقر. هذه هي المكان الوحيد في مدغشقر حيث يمكن العثور على منتجعات شاملة كبيرة. لا توجد إشارات مرور على الجزيرة، بدلاً من ذلك تُستخدم الدوارات.

## المواصلات
الجزيرة تخدمها مطار فاسيني. المطار تخدمه رحلات جوية تجارية مع شركة طيران مدغشقر، شركة طيران أوستريال، Airlink، Ewa، الخطوط الجوية الإثيوبية، ولها رحلات مباشرة من أوروبا مع Neos. يمكن الوصول إلى مدينتها الرئيسية ومينائها، هيل-فيل، بالقارب من أنكيفي. على الجزيرة، يُستخدم التوك-توك والدراجات النارية والقوارب للتنقل جنباً إلى جنب مع السيارات.

## التعليم
قالب:قسم قابل للتوسيع
المدارس الفرنسية الدولية:
- École primaire française Lamartine[23]

المدارس العامة المحلية:
- EPP Andavakotoko
- EPP Galliéni
- EPP boulevard Manceaut (?)
- CEG Ambalakatakata
- مدرسة نوسي بي الثانوية

## المدن الشقيقة
قالب:راجع
نوسي بي لها علاقة توأمة مع:
- نابولي، إيطاليا[24]

## راجع أيضاً
- قائمة البراكين في مدغشقر

## روابط خارجية
قالب:منطقة ديانا
قالب:التحكم في السلطات